# Portia
Portia (Karsch, 1878) es un género de pequeñas arañas araneomorfas de la familia Salticidae. Todas las especies son depredadoras de otras arañas. 
Se distribuye por África, Australia, China, Malasia, Birmania, Nepal, India, Sri Lanka, Filipinas, y Vietnam.

## Especies
Se aceptan 17 especies:
- Portia schultzi —la especie tipo del género—
- Portia africana
- Portia albimana
- Portia assamensis
- Portia crassipalpis
- Portia fimbriata
- Portia heteroidea
- Portia hoggi
- Portia jianfeng
- Portia labiata
- Portia orientalis
- Portia quei
- Portia songi
- Portia strandi
- Portia taiwanica
- Portia wui
- Portia zhaoi